# Нюдя-Есетаяха
Нюдя-Есетаяха (устар. Нюди-Есета-Яха) — река в России, протекает по территории Пуровского района Ямало-Ненецкого автономного округа. Устье реки находится в 48 км по правому берегу реки Есетаяхи. Длина реки — 84 км.

## Притоки
(км от устья)
- 26 км: Недормаяха
- 47 км: Есетаяхатарка

## Данные водного реестра
По данным государственного водного реестра России относится к Нижнеобскому бассейновому округу, водохозяйственный участок реки — Пур. Речной бассейн реки — Пур.